# Наґо
На́ґо (яп. 名護市, なごし, МФА: [nago ɕi̥]?) — місто в Японії, в префектурі Окінава.     Отримало статус міста 1970 року. Площа становить 210,37 км². Станом на 1 липня 2012 року населення складало 60 794  осіб, густота населення — 289 осіб/км².     

## Клімат
Місто знаходиться у зоні, котра характеризується вологим субтропічним кліматом. Найтепліший місяць — липень із середньою температурою 27.8 °C (82 °F). Найхолодніший місяць — січень, із середньою температурою 15 °С (59 °F).
| Клімат Наґо             | Клімат Наґо | Клімат Наґо | Клімат Наґо | Клімат Наґо | Клімат Наґо | Клімат Наґо | Клімат Наґо | Клімат Наґо | Клімат Наґо | Клімат Наґо | Клімат Наґо | Клімат Наґо | Клімат Наґо |
| Показник                | Січ.        | Лют.        | Бер.        | Квіт.       | Трав.       | Черв.       | Лип.        | Серп.       | Вер.        | Жовт.       | Лист.       | Груд.       | Рік         |
| Середній максимум, °C   | 18          | 19          | 21          | 24          | 26          | 28          | 31          | 31          | 30          | 27          | 24          | 20          | 24          |
| Середня температура, °C | 15          | 15          | 17          | 20          | 23          | 26          | 28          | 28          | 26          | 24          | 20          | 17          | 21          |
| Середній мінімум, °C    | 11          | 12          | 14          | 17          | 20          | 23          | 25          | 25          | 23          | 20          | 17          | 13          | 18          |
| Норма опадів, мм        | 100         | 106         | 128         | 168         | 238         | 301         | 193         | 245         | 154         | 129         | 133         | 111         | 2007        |
| ----------------------- | ----------- | ----------- | ----------- | ----------- | ----------- | ----------- | ----------- | ----------- | ----------- | ----------- | ----------- | ----------- | ----------- |
| Джерело: Weatherbase    |             |             |             |             |             |             |             |             |             |             |             |             |             |

## Історія
Протягом 1429–1871 років територія майбутнього міста входила до складу Рюкюської держави. 1871 року остання була перетворена на японський автономний уділ Рюкю. 1879 року цей уділ анексувала Японська імперія, яка перетворила його на префектуру Окінава.
Наґо отримав статус міста 1 серпня 1970 року.